# Twilight Incident
Twilight Incident (黄昏事件) er en begivenhed i .hack's fiktive univers.
Twilight Incident er CC Corp.'s private navn for de katastrofer der finder sted i .hack//Games. Begivenheden går dog også under andre navne:
- Pluto Again (冥王再来)
- The Cursed Wave Incident (禍々しき波事件)
- Morganna Incident (モルガナ事件)
- Second Network Crisis (第二次ネットワーククライシス)

I Yokohama lå hele byen pludselig hen uden strøm, hvilket resulterede i at der skete flere bilulykker, og at der opstod brande i alle dele af byen. Derudover faldt flere spillere af MMORPGen, The World, i koma, og mange typer systemer i andre dele af Japan oplevede alvorlige systemfejl, her i blandt et strømsvigt på Nizato University Hospital, hvor Yasuhiko var indlagt.
Twilight Incident var forårsaget af det fejlende Morganna System, men problemet blev dog løst af Kite og hans venner.
I .hack//AI buster 2 bliver det nævnt, at selvom Kazushi Watarai var indlagt på hospitalet gennem størstedelen af begivenhederne, endte han alligevel med at blive sat som den hovedansvarlige for problemerne af firmaet, og blev derved tvunget til at sige op.

## Ekstern Henvisning
- Twilight Incident på .hack//Wiki